# チャールズ・アルジャーノン・パーソンズ
サー・チャールズ・アルジャーノン・パーソンズ（Sir Charles Algernon Parsons、1854年6月13日- 1931年2月11日）は、イギリス系アイルランド人の技術者、工学者。メリット勲章勲爵士（OM）、バス勲章ナイト・コマンダー勲爵士（KCB）、王立協会フェロー（FRS）。蒸気タービンの発明で知られる。ロンドン出身。

## 生涯

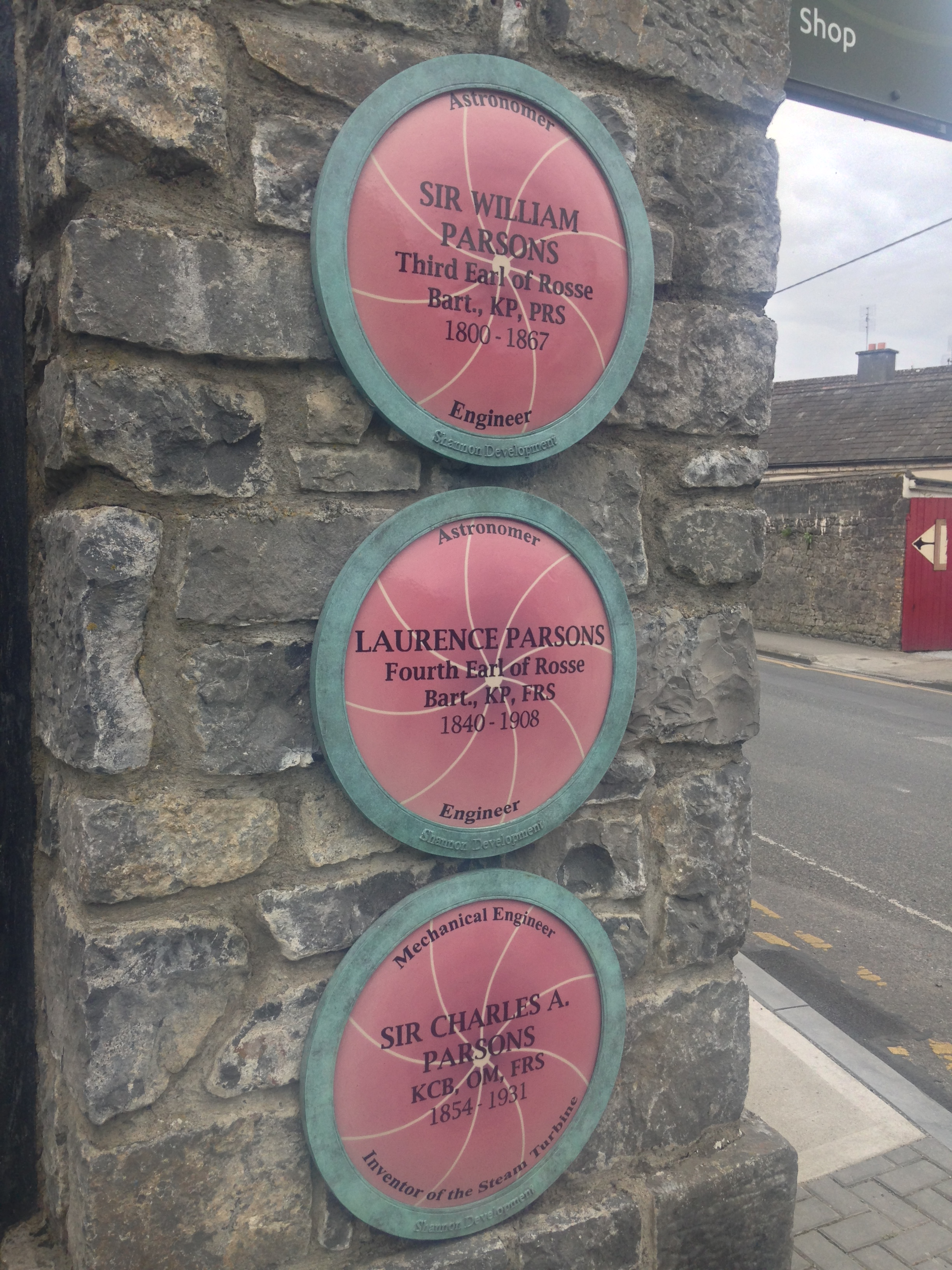
パーソンズの業績を記念した銘板（アイルランド・オファリー県）

有名な天文学者の第3代ロス伯爵ウィリアム・パーソンズ（ロス卿）の息子である。ダブリン大学トリニティ・カレッジを卒業後、ケンブリッジ大学セント・ジョンズ・カレッジを1877年に卒業し、アームストロング・ホイットワースの技術者になった。艦船などの動力の分野、電気技術分野、光学装置（サーチライト、望遠鏡）の分野で活躍した。
ニューカッスルに自分の会社を設立した。1884年に特許を取得した蒸気タービンの優秀性をアピールするために、1897年のポーツマスのヴィクトリア女王の観艦式に、蒸気タービンを搭載した実験艇タービニアのデモンストレーションを行ったのが有名である。タービニアはニューカッスルの博物館に展示されている。
この特許では、蒸気がタービンを通過するときにそのスピードを減速制御するように、（タービン翼を）多段階にした。タービン翼の回転には、蒸気が各段の翼を通過するときの反動力を利用し、従来のレシプロエンジンに比べ、熱効率が圧倒的に良く、発電にも革新をもたらし、従来のダイナモ発電が1000-1500回転/分だったが、パーソンズのタービンでは18000回転/分を実現した。パーソンズは独自のタービン発電機も製造し、イギリス諸島全土をはじめ、世界中に設置し始めた。
1923年、シカゴに出力5万キロワットの当時世界最大の発電所の設計を請け負った。パーソンズ社は近年まで存続していたが、1990年代後半シーメンス社の子会社となった。
パーソンズは初期の空気圧式蓄音機であるAuxetophoneの開発者としても知られている。1898年に王立協会フェローに選出。

## 主な受賞歴
王立協会から1902年にランフォード・メダル、1918年にベーカリアン・メダル、1928年にコプリ・メダルを受賞した。ロイヤル・ソサエティ・オブ・アーツから1911年にアルバート・メダルを受賞。フランクリン協会から1920年にフランクリン・メダル、英国工学技術学会から1923年にファラデー・メダルを受賞した。

## 叙勲
1904年にバス勲章コンパニオンを、1911年にバス勲章ナイト・コマンダーを、1927年にメリット勲章を叙勲された